# 뱅상 아부바카르
뱅상 아부바카르(프랑스어: Vincent Aboubakar, 1992년 1월 22일 ~ )는 카메룬의 축구 선수로, 현재 튀르키예 쉬페르리그의 하타이스포르에서 공격수로 활동하고 있으며 카메룬 국가대표팀의 주장을 맡고 있다.
아부바카르는 2010년 5월 카메룬 국가대표팀으로 데뷔한 이후 100경기에 출전했다. 그는 2010년, 2014년, 2022년 FIFA 월드컵과 2015년, 2017년, 2021년, 2023년 아프리카 네이션스컵에 출전했다. 그는 2017년 대회 결승전에서 결승골을 넣었고, 2021년 대회에서는 최고의 골잡이였다.
아부바카르는 카메룬 국가대표팀 역사상 로제 밀라 (43골)와 사뮈엘 에토 (56골)에 이어 세 번째로 높은 득점왕이다.

## 어린 시절
1992년 1월 22일 카메룬의 무슬림이 대다수인 북부 지역 가루아의 독실한 기독교 가정에서 태어났으며 어머니 마오알 앨리스는 카메룬 복음주의 선교회의 권사였다.

## 구단 경력

### 발랑시엔
2010년 5월 26일, 아부바카르는 프랑스의 발랑시엔과 계약했다. 그는 등번호 9번을 배정받았고, 니스와의 시즌 개막전에서 교체로 출전하며 데뷔 전을 치렀다. 그는 쿠프 드 라 리그에서 열린 불로뉴와의 경기에서 첫 골과 해트트릭을 기록했다.

### 로리앙
아부바카르는 2013년 7월 1일, 로리앙과 자유 이적 계약을 체결했다. 8월 10일, 그는 브르타뉴반도 팀에서 데뷔 전을 치렀고, 1-0으로 패한 릴과의 경기에서 90분 내내 뛰었고, 8일 후 첫 골을 넣으며 2-1로 승리한 스타드 뒤 무스토아르에서 낭트와의 경기에서 동점골을 넣었다. 11월 23일, 에비앙 전에서 4-0으로 승리하고 2014년 4월 20일, 몽펠리에와 홈 경기에서 4-4로 비기는 등 35경기에 출전해 16골을 넣으며 시즌 공동 2위 득점자가 되었다.

### 포르투

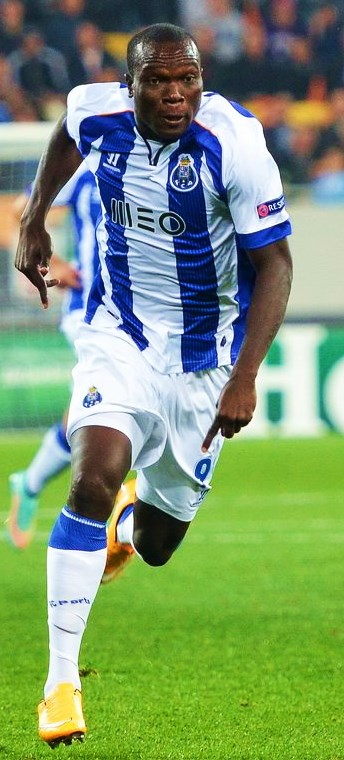
2014년 포르투에서 뛴 아부바카르

아부바카르는 2014년 8월 24일, 포르투와 4년 계약을 체결하고 경제권의 30%에 해당하는 300만 유로에 계약했다. 그는 이전에 헐 시티의 타깃이 되기도 했다.
그는 9월 14일, 비토리아에서 열린 1-1로 비긴 프리메이라리가 경기에서 엑토르 에레라와 교체되어 데뷔 전을 치렀다. 3일 후, 작손 마르티네스 대신 출전한 그는 포르투의 첫 골을 터뜨리며 바테 보리소프와의 UEFA 챔피언스리그 조별 리그 홈 경기에서 6-0으로 승리했다. 10월 25일, 콜롬비아의 교체 선수로 출전한 그는 리그 첫 골을 터뜨리며 아로카와의 경기에서 5-0으로 승리했다. 그는 시즌 내내 거의 전적으로 교체 선수로 투입되었는데, 포르투는 벤피카에 이어 준우승을 차지했다.
마르티네스를 매각한 후 포르투갈에서 두 번째 시즌을 보낸 아부바카르는 훨씬 더 정기적으로 경기에 출전했다. 2015년 8월 15일, 이스타디우 두 드라강에서 열린 비토리아와의 경기에서 2골을 넣으며 시즌을 개막했고, 이듬해 1월 10일에는 도시 라이벌인 보아비스타와의 경기에서 5-0으로 승리하며 두 골을 넣었다. 그는 팀이 타사 드 포르투갈 결승에 진출할 때 5경기에서 한 번 득점했고, 2015년 12월 16일, 페이렌스에서 5라운드 승리의 유일한 골을 넣었다.

#### 베식타시로의 임대
2016년 8월 27일, 쉬페르리그 챔피언 베식타시는 아부바카르와 한 시즌 동안 임대 계약을 체결했다. 9월 10일, 그는 이스탄불에 연고를 둔 클럽에서 데뷔 전을 치렀고, 올자이 샤한과 교체되어 3-1로 승리한 카르데미르 카라뷔크스포르와의 홈 경기에서 마지막 6분 동안 경기를 치렀다. 그는 2016년 10월 19일, 나폴리에서 열린 챔피언스리그에서 2골을 넣으며 2009년 11월 이후 클럽이 챔피언스리그에서 거둔 첫 우승을 차지하는 데 기여한 8번째 경기까지 득점하지 못했다. 나흘 후, 그는 리그 첫 골을 넣었고, 보다폰 아레나에서 열린 안탈리아스포르와의 경기에서 탈리스카의 3-0 승리를 도왔다. 2017년 3월, 그는 UEFA 유로파리그 마지막 16강전에서 올림피아코스를 상대로 총 5-2로 승리한 경기에서 매 경기 득점을 올렸지만, 두 번째 경기에서는 파나요티스 레초스와의 경기로 퇴장당했다. 그는 베식타시가 리그 우승을 유지하면서 27번의 리그 경기에 출전해 12골을 넣으며 시즌을 마무리했다.

#### 포르투로의 복귀
포르투갈로 돌아온 아부바카르는 말리의 무사 마레가, 알제리의 야신 브라히미와 함께 아프리카 선수들로 구성된 세 가지 공격에 가담했다. 그는 2017년 8월 20일, 모레이렌스와의 홈 경기에서 3-0으로 승리하며 포르투 소속으로 첫 해트트릭을 기록했다. 9월 13일, 베식타시에 3-1로 패한 챔피언스리그 캠페인이 시작되자 그는 전 팀 동료들과 탈의실에서 축하 인사를 나눴다. 그는 포르투가 진출하면서 프랑스 챔피언 AS 모나코를 상대로 두 번의 승리를 거두는 등 조 5번의 해트트릭을 기록했다. 12월 10일, 그는 비토리아와의 경기에서 5-0으로 승리하며 또 한 번 해트트릭을 기록하며 포르투를 다시 정상에 올려놓았다.
2018년 9월, 아부바카르는 톤델라와의 경기에서 전방십자인대부상을 당했다. 결국 수술을 받아 장기 결장했다.  2019년 5월 4일, 그는 아베스와의 홈 경기에서 마레가와 교체되어 4-0으로 승리하며 복귀 전을 치렀다.
2019년 8월 18일, 아부바카르는 포르투 B의 1-1 홈 경기 90분 내내 바르징과 리가 포르투갈 2에서 경기를 치렀다.

### 베식타시
포르투와의 계약을 해지한 아부바카르는 2020년 9월 25일, 베식타시를 만나기 위해 이스탄불로 돌아왔다. 다음 날, 그는 2021년 5월 31일까지 계약을 체결했다. 이스탄불에서 복귀한 한 시즌 동안 그는 15골을 넣으며 팀이 리그 우승을 차지하며 5번째로 높은 득점 기록을 세웠다. 여기에는 11월 29일, 라이벌 페네르바흐체와의 경기에서 4-3으로 승리한 두 골이 포함되었다.

### 알나스르
2021년 6월 8일, 아부바카르는 사우디 프로페셔널리그 클럽 알나스르와 3년 계약을 체결했고, 연봉은 600만 유로로 책정되었다.
아부바카르는 2023년 1월, 리야드에 연고를 둔 클럽에서 계약을 해지하기로 상호 합의하고 남은 금액을 보상받기로 했다. 크리스티아누 호날두의 외국인 쿼터 자리를 확보하기 위해 그의 방출이 필요했다.

### 하타이스포르
아부바카르는 공개되지 않은 이유로 베식타시와 계약을 해지한 후 튀르키예 클럽 하타이스포르와 계약했다.

## 국가대표팀 경력

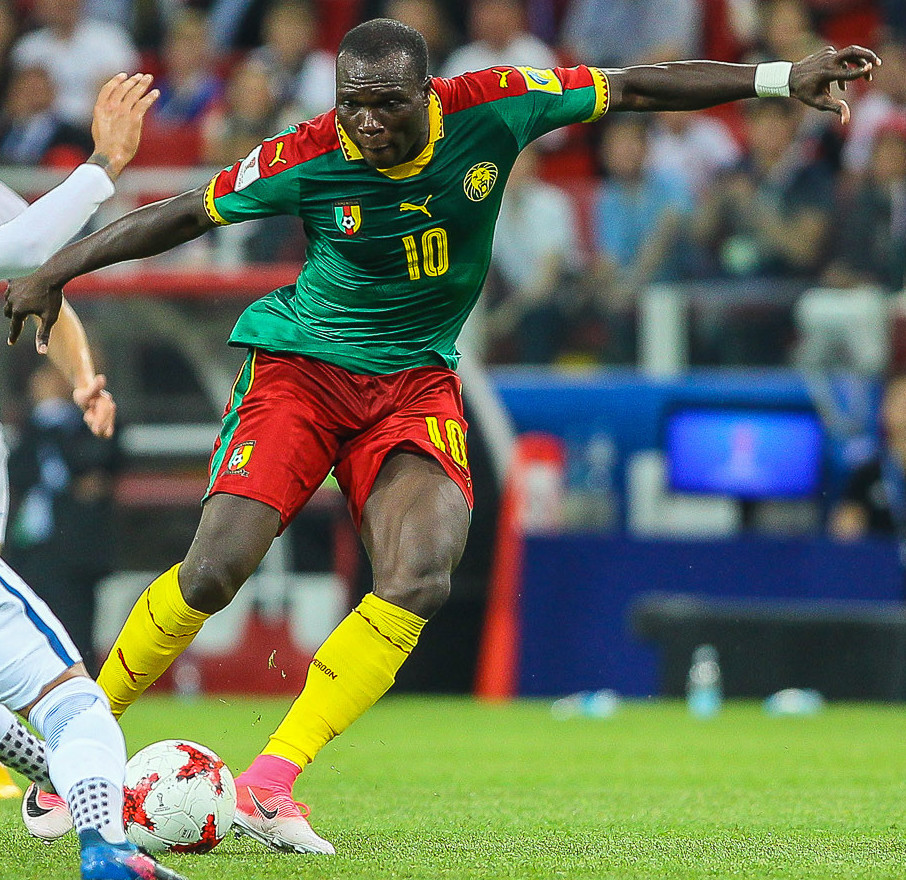
2017년 FIFA 컨페더레이션스컵의 아부바카르

카메룬 U-20 국가대표팀 소속으로 2009년 프랑코포니 경기 대회에 참가한 뒤 카메룬 국가대표팀의 일원으로 이듬해 5월 발표된 2010년 FIFA 월드컵 본선 23인 엔트리에 자신의 이름을 올렸다.
이후 5월 29일 슬로바키아와의 평가전에서 국제 A매치 데뷔 전을 치렀고 뒤이어 열린 2010년 월드컵 본선에 참가했지만 팀은 조별리그 3경기에서 전패를 당하며 탈락의 고배를 마셔야만 했다.
월드컵이 끝난 후인 8월 11일 폴란드와의 친선 경기에서 A매치 데뷔골을 터뜨렸고 2017년 아프리카 네이션스컵에서는 대회 최다 우승팀인 이집트를 상대로 결승전에서 후반 43분 극적인 역전골을 터뜨리며 15년만의 팀 통산 아프리카 네이션스컵 5번째 우승 및 통산 3번째 컨페더레이션스컵 진출에 결정적인 역할을 수행했다.
아부바카르는 카메룬의 2019년 아프리카 네이션스컵 선수단에 결장한 것으로 알려졌는데, 클라렌스 세이도르프 감독은 최근 장기 부상에서 돌아온 후 그의 건강 상태를 의심했다.
아부바카르는 다음 해 초에 그의 나라가 주최한 2021년 아프리카 네이션스컵을 위해 국가대표팀으로 돌아왔다. 그는 부르키나파소, 에티오피아, 그리고 카보베르데를 상대로 5골을 넣었고, 마지막 16강에서 코모로를 상대로 2-1로 이긴 6번째 골을 넣었다. 부르키나파소와의 3위 결정전에서, 그는 3-3 무승부로 두 번 득점했고, 결국 페널티킥으로 승리했다. 7경기에서 8골을 넣으며, 그는 최고 득점자였고 토너먼트의 팀에 올랐다.
그리고 2022년 FIFA 월드컵에서는 브라질과의 G조 조별리그 최종전에서 득점 후 상의 탈의 세레머니를 하다 경고 누적으로 퇴장당하면서 가린샤 클럽에 자동 가입되는 불명예를 안았지만 사우디아라비아와의 2002년 대회 E조 조별리그 2차전 이후 카메룬에 20년만의 월드컵 승리를 안겼다.
아부바카르는 코트디부아르에서 열린 2023년 아프리카 네이션스컵 전에 부상을 입었다. 그는 지난 16일에 회복했는데, 그의 팀은 국가대표팀과의 100번째 경기를 기록한 라이벌 나이지리아에 의해 탈락했다.

## 대회 성적

### 구단
코통 스포르
- 엘리트 원 : 우승 (2009-10)

 FC 포르투
- 포르투갈 프리메이라리가 : 우승 (2017-18[46], 2019-20[47]), 준우승 (2014-15, 2018-19)
- 타사 드 포르투갈 : 우승 (2019-20)[48], 준우승 (2015-16, 2018-19)
- 타사 다 리가 : 준우승 (2018-19, 2019-20)
- 수페르타사 칸디두 드 올리베이라 : 우승 (2018)[49]

 베식타시 JK
- 튀르키예 쉬페르리그 : 우승 (2016-17, 2020-21)[50], 3위 (2022-23)
- 튀르키예 쿠파스 : 우승 (2020-21)

 알나스르 FC
- 사우디 프로페셔널리그 : 3위 (2021-22)
- AFC 챔피언스리그 : 4강 (2021)

### 국가대표팀
카메룬
- 아프리카 네이션스컵 : 우승 (2017)[51], 3위 (2021)[52]

### 개인 수상
- 아프리카 네이션스컵 득점상 : 2021 (8골)[43]
- 아프리카 네이션스컵 토너먼트 팀 : 2021
- 프랑스 풋볼지 선정 아프리카 올해의 팀 : 2017

## 같이 보기
- A매치 100경기 이상 출전한 축구 선수 명단